# Liste de peintures de Philippe Quantin
Cette page dresse la liste des peintures de Philippe Quantin, peintre bourguignon du XVIIe siècle.

## Liste des peintures
| Image | Titre                                                                 | Technique et format                 | Date           | Commentaire                             | Lieu de conservation                            | Référence |
| ----- | --------------------------------------------------------------------- | ----------------------------------- | -------------- | --------------------------------------- | ----------------------------------------------- | --------- |
|       |                                                                       |                                     |                |                                         |                                                 |           |
|       | Saint Charles Borromée                                                | Huile sur toile 208 x 183 cm        | vers 1619-1621 |                                         | Tonnerre, hôpital                               |           |
|       | Le mariage mystique de sainte Catherine                               | Huile sur toile 382 x 260 cm        | vers 1619-1624 |                                         | Dijon, musée des Beaux-Arts                     |           |
|       | La Décollation de saint Jean-Baptiste                                 | Huile sur toile 321 x 196,5 cm      |                |                                         | Autun, musée Rolin                              |           |
|       | Le mariage mystique de sainte Catherine                               | Huile sur toile 187 x 152 cm        | vers 1620      |                                         | Dijon, cathédrale Saint-Bénigne                 |           |
|       | Saint Antoine et le jardinier                                         | Huile sur toile 245 x 185 cm        |                |                                         | Dijon, cathédrale Saint-Bénigne                 |           |
|       | Saint Bernard écrivant                                                | Huile sur toile 180 x 120 cm        |                |                                         | Dijon, musée des Beaux-Arts                     |           |
|       | Saint Jean l'Evangéliste                                              | Huile sur toile                     |                |                                         | Ampilly-le-Sec, église paroissiale              |           |
|       | Saint Paul épargné par une vipère dans l'île de Malte                 | Huile sur toile 119 x 121,5 cm      |                |                                         | Collection particulière                         |           |
|       | Saint Thomas écrivant sous la dictée de saint Pierre et de saint Paul | Huile sur toile 245 x 185 cm        |                |                                         | Dijon, cathédrale Saint-Bénigne                 |           |
|       | Sainte Lutgarde                                                       | Huile sur toile 85 x 68 cm          |                |                                         | Cîteaux, abbaye Notre-Dame                      |           |
|       | Tête de sainte Elisabeth                                              | Huile sur toile 45 x 26 cm          |                |                                         | Dijon, musée des Beaux-Arts                     |           |
|       | Sainte Catherine de Sienne                                            | Huile sur toile 140 x 68 cm         |                |                                         | Auxey-Duresses, église Saint-Martin             |           |
|       | Saint Fiacre                                                          | Huile sur toile 140 x 68 cm         |                | Attribution douteuse à Philippe Quantin | Tailly, église paroissiale                      |           |
|       | Sainte Anne apprenant à lire à la Vierge                              | Huile sur toile 190 x 145 cm        |                |                                         | Dijon, église Saint-Michel                      |           |
|       | L'Education de la Vierge                                              | Huile sur bois 62,5 x 45 cm         |                | Copie d'atelier ?                       | Localisation actuelle inconnue                  |           |
|       | L'Annonciation                                                        | Huile sur toile 259 x 167 cm        |                |                                         | Dijon, hôpital général                          |           |
|       | L'Annonciation                                                        | Huile sur toile 465 x 223 cm        |                |                                         | Dijon, église Saint-Michel                      |           |
|       | La Visitation                                                         | Huile sur toile 201 x 239 cm        |                |                                         | Dijon, musée des Beaux-Arts                     |           |
|       | L'Adoration des bergers                                               | Huile sur toile 260 x 351 cm        |                |                                         | Dijon, musée des Beaux-Arts                     |           |
|       | Triptyque de la Circoncision                                          | Huile sur bois transposée sur toile |                |                                         | Dijon, musée des Beaux-Arts                     |           |
|       | Pietà                                                                 | Huile sur toile 131 x 97 cm         |                |                                         | Brazey-en-Plaine, église Saint-Rémy             |           |
|       | Triptyque de la mise au tombeau                                       | Huile sur bois                      |                |                                         | La Rochepot, église Saint-Georges               |           |
|       | L'Adoration des bergers                                               | Huile sur toile 204,5 x 184 cm      |                |                                         | Localisation actuelle inconnue                  |           |
|       | La Flagellation                                                       | Huile sur toile                     |                | Attribué à Philippe Quantin             | Autun, cathédrale Saint-Lazare                  |           |
|       | La Sainte Famille avec saint Jean-Baptiste                            | Huile sur toile 109,5 x 87 cm       |                | Attribué à Philippe Quantin             | Collection particulière                         |           |
|       | Calliope                                                              | Huile sur toile 118 x 159 cm        |                |                                         | Dijon, musée des Beaux-Arts                     |           |
|       | Euterpe                                                               | Huile sur toile 157 x 215 cm        |                |                                         | Dijon, musée des Beaux-Arts                     |           |
|       | Polymnie                                                              | Huile sur toile 155 x 164 cm        |                |                                         | Collection particulière                         |           |
|       | Uranie                                                                | Huile sur toile 152 x 164 cm        |                |                                         | Dijon, musée des Beaux-Arts                     |           |
|       | Carino découvre le jeune Mirtil au bord du fleuve Alphée              | Huile sur toile                     |                |                                         | Ancy-le-Franc, château (cabinet du Pastor Fido) |           |
|       | Le concours de baiser                                                 | Huile sur toile                     |                |                                         | Ancy-le-Franc, château (cabinet du Pastor Fido) |           |
|       | Amarillis joue à colin-maillard                                       | Huile sur toile                     |                |                                         | Ancy-le-Franc, château (cabinet du Pastor Fido) |           |
|       | Dorinde blessée par Silvio                                            | Huile sur toile                     |                |                                         | Ancy-le-Franc, château (cabinet du Pastor Fido) |           |
|       | Le sacrifice d'Aminte                                                 | Huile sur toile                     |                |                                         | Ancy-le-Franc, château (cabinet du Pastor Fido) |           |
|       | Silvio retrouve son chien Mélampe                                     | Huile sur toile                     |                |                                         | Ancy-le-Franc, château (cabinet du Pastor Fido) |           |
|       | Hommage des bergers à Diane                                           | Huile sur toile                     |                |                                         | Ancy-le-Franc, château (cabinet du Pastor Fido) |           |
|       | Le suicide de Lucrine                                                 | Huile sur toile                     |                |                                         | Ancy-le-Franc, château (cabinet du Pastor Fido) |           |
|       | Lucrine menée à son sacrifice                                         | Huile sur toile                     |                |                                         | Ancy-le-Franc, château (cabinet du Pastor Fido) |           |
|       | Carino arrête la hache de Montan                                      | Huile sur toile                     |                |                                         | Ancy-le-Franc, château (cabinet du Pastor Fido) |           |